# Élevage bovin en Belgique et aux Pays-Bas

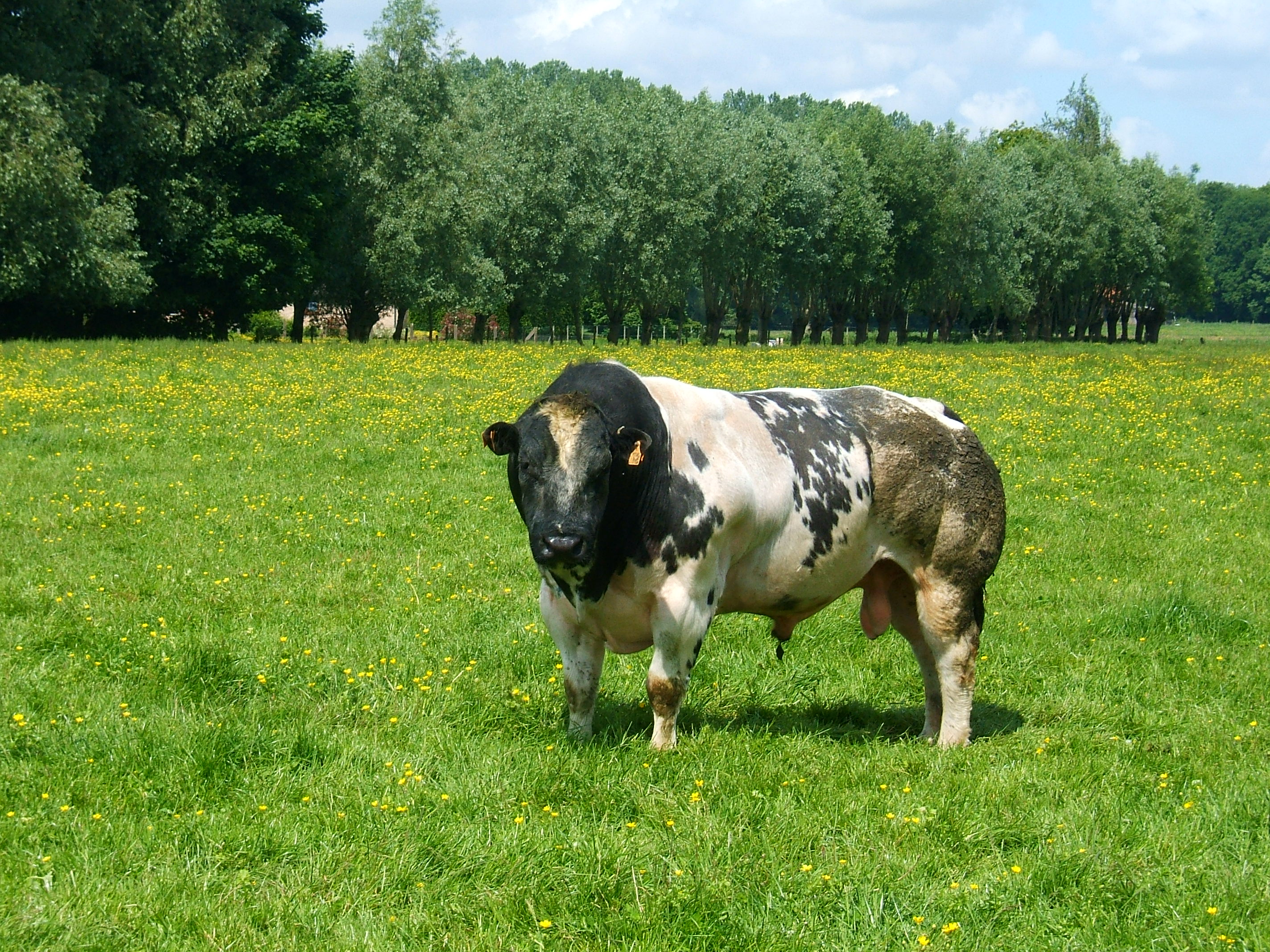
Taureau blanc bleu au pâturage.

L'élevage bovin en Belgique et aux Pays-Bas est lié au « plat pays », constitué de terres riches et bien arrosées, propices aux bovins. Ce dernier a pourtant dû cohabiter avec les cultures céréalières.

## Origine et histoire

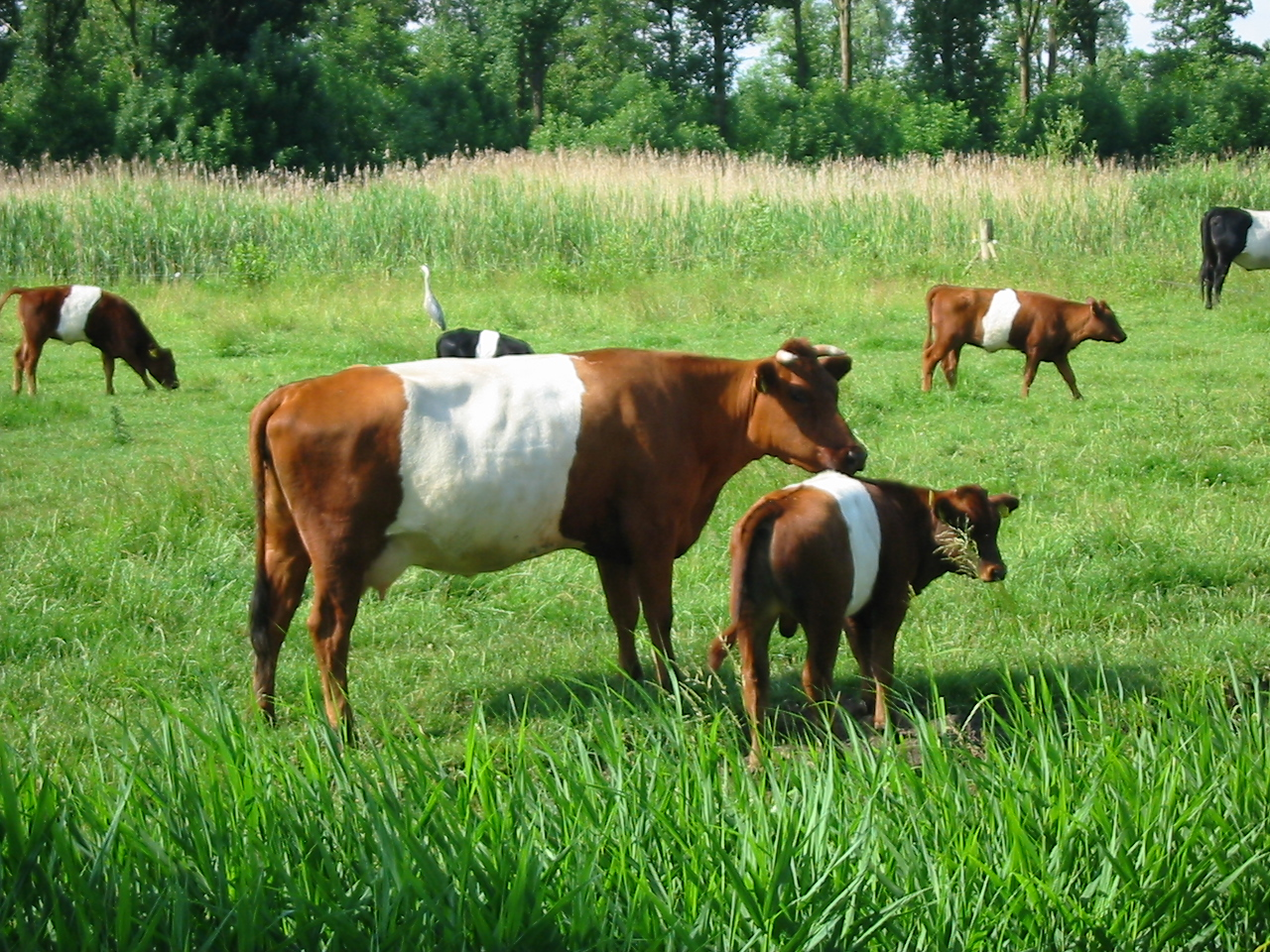
Lakenvelder, une race néerlandaise ancienne en risque d'extinction.

C'est la région de naissance du grand rameau des races bovines du littoral de la mer du Nord. Il comprend les races les plus exportées, et les plus productives. Le parfait exemple en est la holstein.
Selon Aline Durand et Philippe Leveau, en Gaule du nord les Romains trouvèrent des bovins de plus grande taille que dans le sud. (Il faut garder en mémoire que la basse vallée du Rhin s'appelait à l'époque « Gaule Belgique »). Donc, dès l'Antiquité, la population bovine était grande, probablement due à son ancêtre, Bos primigenius, l'aurochs.
Au cours des siècles, des peuples ont traversé la région, s'y sont installés et leur bétail s'est métissé avec celui des autochtones. Au Moyen Âge, cette région devient très prospère avec le commerce des marchands flamands. Leur travail réclame des produits issus de la culture du sol : lin, chanvre pour la draperie, houblon et orge pour la brasserie... Pour cultiver ces grandes terres, des races équines puissantes sont utilisées. Ainsi, le cheptel bovin passe-t-il presque au second plan. C'est ce qui va faire sa force. Élevé sur des surfaces petites dans une région densément peuplée, la sélection commence très tôt. Les éleveurs recherchent à produire le plus de fromage possible avec le minimum de surface et le minimum de vaches. Ce travail mené pendant plus de mille ans va donner des races très spécialisées dans la production laitière.
Plus au sud, dans le massif ardennais, les chevaux sont utilisés pour le débardage et les parcelles cultivables sont petites à cause du relief. Le cheptel bovin devient un moyen de valoriser les zones non labourables, et les bœufs trouvent un emploi dans les labours. Dans cette région, quelques races vont être sélectionnées sur leur mixité.
En juin et juillet 2022, les Pays-Bas connaissent des manifestations importantes d'agriculteurs et d'éleveurs, soutenus par les pêcheurs, en raison d'un plan de réduction drastique des rejets d'azote de la part du gouvernement qui entend lutter contre le protoxyde d'azote N2O, un gaz dit à effet de serre, issu des engrais et des effluents d'élevage lors du pâturage et contre l'ammoniac. Pour les agriculteurs, ce plan signifierait une diminution d'environ 30 % du bétail. Ceux-ci jugent les objectifs du gouvernement à risque pour la survie du secteur. Pour Alessandra Kirsch, directrice des études d'Agriculture Stratégies, le risque est également de réduire la production nationale est d'augmenter les importations pour continuer à faire tourner ces infrastructures.

## Élevage actuel

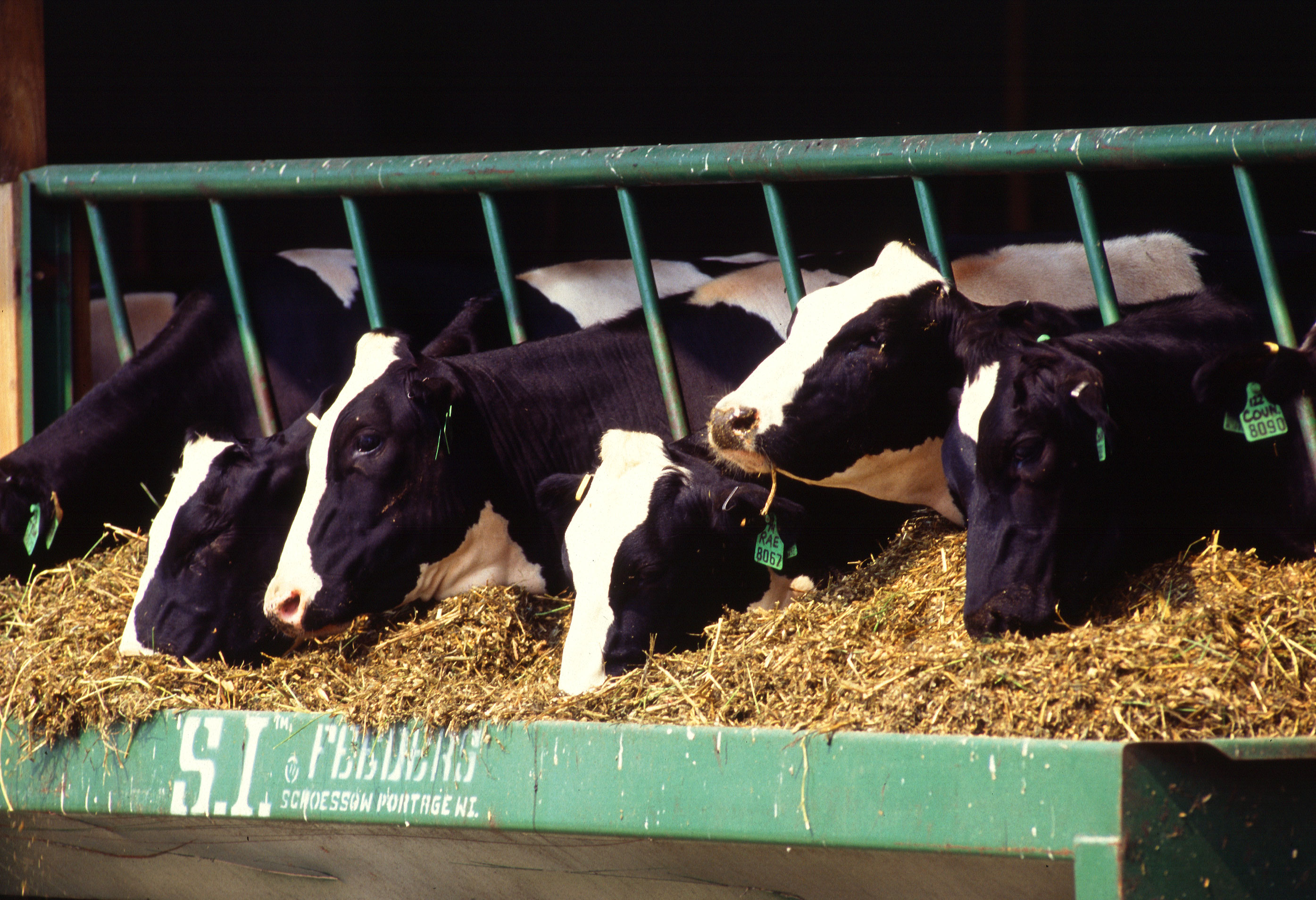
Vaches holstein en élevage intensif.

Il est marqué par une prépondérance laitière. La pie noire règne en maitre, ayant reléguée au second plan les autres races. La production sert à alimenter les industries laitière et fromagère. 
Une race bouchère très spécialisée est alors apparue, la blanc bleu belge. Cette race issue d'une race mixte a été sélectionnée (à l'excès selon certains). Elle est une race destinée à valoriser les veaux de vaches laitières. Croisés avec la BBB, ils donnent des jeunes à la croissance exceptionnelle, et aux carcasses très recherchées en boucherie.

## Races actuelles

### Autochtones
| Race              | Photo | Production | Homonymes                               | Régions                            | Remarques                                                     |
| ----------------- | --- | ---------- | --------------------------------------- | ---------------------------------- | ------------------------------------------------------------- |
| Blanc bleu belge  | photo couleur d'une vache gris clair à cornes courtes. Le dos est droit et la cuisse est ronde et proéminente.                            | Bouchère   | BBB belgian blue                        |                                    | expression maximale du gène culard                            |
| Groningue         | photo couleur d'une vache rouge à tête et ventre blanc. Les cornes courtes sont en croissant et le pelage est épais.                      | Laitière   | Tête blanche ou blaarkop en néerlandais | Provinces de Frise et de Groningue |                                                               |
| Holstein          | vache pie noir sans corne à musculature mince et mamelle développée.                                                                      | Laitière   | frisonne                                |                                    | Archétype de la race laitière                                 |
| Lakenvelder       | photo couleur d'une vache rouge à ceinture blanche tout autour des flancs. L'animal a un ventre rond à pattes courtes.                    | Laitière   | Dutch belted en anglais                 |                                    |                                                               |
| Meuse-Rhin-Yssel  | photo couleur d'une vache rouge à tête et ventre blanc. Elle ne porte pas de corne et la mamelle est développée.                          | Laitière   | Maas-Rijn-Ijssel en néerlandais MRY     |                                    | Appartient au groupe pan-européen des pies rouges des plaines |
| pie rouge belge   | photo couleur d'une vache sans corne blanche à mouchetures rouge sur les flanc et la tête. La mamelle et la musculature sont développées. | Laitière   | belgisch roodbont en néerlandais        |                                    | Proche de la MRY.                                             |
| Red holstein      | photo couleur d'une vache pie rouge sans corne. La morphologie est fine et la mamelle développée.                                         | Laitière   | Wittrood                                |                                    | Variante rouge de la Holstein                                 |
| Rouge de Belgique | | Laitière   | Rood van Belgie                         |                                    | Appartient au rameau rouge de la Baltique.                    |

### Races importées
| Race               | Photo | Production                  | Homonymes     | Régions | Remarques               |
| ------------------ | --- | --------------------------- | ------------- | ------- | ----------------------- |
| Angus              | photo couleur d'un taureau noir à pattes courtes et musculature développée. | Bouchère                    |               |         | Importée du Royaume-Uni |
| Blonde d'Aquitaine | photo couleur d'une vache blanche avec son veau. Les cornes sont courtes en croissant et le mufle rosé. La silhouette est musclée et la mamelle petite.                                                                 | Bouchère                    |               |         | Importée de France      |
| Brown swiss        | photo couleur d'une vache grise à mufle noir sans corne. | Laitière                    |               |         | Importée des États-Unis |
| Charolaise         | Vache blanche à corne en croissant. Les cuisses sont rebondies et la mamelle petite. | Bouchère                    |               |         | Importée de France      |
| Dexter             | photo couleur d'un taureau noir à longues cornes blanches spiralées. Il a un corps trapus sur de courtes pattes. | Bouchère                    |               |         | Importée d'Irlande      |
| Fleckvieh          | photo couleur d'une vache et son veau. La vache est pie rouge clair avec une morphologie large et mamelle bien développée sans corne. Le veau est pie rouge foncé.                                                      | Mixte                       | Simmental     |         | Importée d'Autriche     |
| Aurochs de Heck    | photo couleur d'une vache brun fauve à mufle sombre cerclé de clair et tour des yeux sombre. Elle a un long pelage épais et de longues cornes en croissant vers l'avant. À l'arrière-plan deux vaches sont brun sombre. | Entretien de l'espace rural | Heck cattle   |         | Importée d'Allemagne    |
| Hereford           | taureau rouge à tête et ventre blanc. Les cornes en croissant descendent vers le mufle rosé. La stature est massive. | Bouchère                    |               |         | Importée du Royaume-Uni |
| Jersiaise          | Vache gris-fauve à tête foncée. Le mufle noir est cerclé de clair, le front convexe et pas de corne. Une ligne sombre suit la ligne dorsale.                                                                            | Laitière                    | Jersey cattle |         | Importée du Royaume-Uni |

## Chiffres
En 2022, on dénombre quatre millions de bovins aux Pays-Bas.